# Akbar Tandjung
Djandji Akbar Zahiruddin Tandjung né le 14 août 1945 à Sibolga, est un homme politique indonésien,.

## Biographie
Il a été Président Conseil représentatif du peuple de 1999 à 2004. Membre du parti Golkar, il a également été membre du parti Golkar de 1999 à 2004, et a été membre du Conseil représentatif du peuple de Java oriental de 1977 à 2004. Il a été ministre sous les anciens présidents Suharto et B. J. Habibie. Il a été président du Conseil représentatif du peuple (DPR) de 1999 à 2004. En 2002, il a été reconnu coupable de corruption pour détournement de fonds destinés à l'aide alimentaire aux pauvres, mais la condamnation a été annulée en appel en 2004.